# 342017 Ramonin
342017 Ramonin è un asteroide della fascia principale. Scoperto nel 2008, presenta un'orbita caratterizzata da un semiasse maggiore pari a 2,3785609 UA e da un'eccentricità di 0,1871635, inclinata di 3,08086° rispetto all'eclittica.